# ノーモア★ヒーローズシリーズ
ノーモア★ヒーローズシリーズ（No More Heroes Series）は、グラスホッパー・マニファクチュア開発、マーベラス発売のアクションアドベンチャーゲームシリーズ。

## 概要
オタクの殺し屋トラヴィス・タッチダウンの戦いを描くアクションゲームであり、開発者・須田剛一が手掛けた『killer7』に続く「殺し屋シリーズ」の系譜となる。ファンキーで狂った世界観、ユニークで爽快な戦闘、須田の作家性が濃厚に出た演出が特徴であり、暴力的で殺伐とした舞台設定ながら、須田の作品の要所で見られる「バカゲー」としての要素や様々な娯楽作品のパロディを散りばめたコメディチックな作風となっている。
基本的に「殺し屋ランキング」のトップを目指すのがストーリーの流れとなる。毎回最初は最下位から始まり、一癖も二癖もある個性豊かな殺し屋ランカーと対決してはランキングを駆け上がっていき、殺し屋界の頂点に立つのが当面の目的。しかしボスキャラクターであるランカーとの戦いに挑むには、サブミッション（真っ当なアルバイトや殺しの依頼など）でエントリー料を稼いだり、障害となる指定試合（アクションステージや中ボス戦など）を突破しなければならない。ランカー戦の合間はフィールドを探索したり、主人公を強化するなどの自由行動となる。番外編の『TSA』はランキング戦形式ではなく、「ゲームの世界」を進む純粋なアクションゲームとなる。
北米版では人体欠損、激しい流血描写などのゴア表現をふんだんに盛り込んだ過激な内容となっているが、『NMH1』『NMH2』の日本版および欧州版では欠損描写が無く、死んだ人間は灰のような塵となって崩れ落ちる独特の演出となっている。一方で、日本でもXbox 360版『英雄たちの楽園』に『レッドゾーンエディション』と、北米版と同じ表現のバージョンも出ている。2020年に出たリマスター版は北米用に作られたものをローカライズしたものであり、こちらも表現は北米版準拠。『NHM3』は全リージョンが残虐表現ありで統一されているが、代わりに血の色を虹色に設定可能になっている。『TSA』は過激な残虐描写が存在しない。

## シリーズ一覧
| 2007 | ノーモア★ヒーローズ                                   |
| 2008 |                                                       |
| 2009 |                                                       |
| 2010 | ノーモア★ヒーローズ 英雄たちの楽園                    |
| 2010 | ノーモア★ヒーローズ2 デスパレート・ストラグル         |
| 2011 | ノーモア★ヒーローズ レッドゾーンエディション          |
| 2012 | ノーモア★ヒーローズ ワールドランカー                  |
| 2013 |                                                       |
| 2014 |                                                       |
| 2015 |                                                       |
| 2016 |                                                       |
| 2017 |                                                       |
| 2018 |                                                       |
| 2019 | Travis Strikes Again: No More Heroes                  |
| 2019 | Travis Strikes Again: No More Heroes Complete Edition |
| 2020 | No More Heroes                                        |
| 2020 | No More Heroes 2: Desperate Struggle                  |
| 2021 | ノーモア★ヒーローズ3                                  |

### メインタイトル
- ノーモア★ヒーローズ（2007年12月6日、Wii）
  - トラヴィスの最初のランキング戦を描く1作目。オープンワールドを採用しており、フィールドを駆け巡ってアルバイトや強化に勤しみながらランカー戦に挑む。全世界で40万本以上を売り上げている[2]。
- ノーモア★ヒーローズ2 デスパレート・ストラグル（2010年10月21日、Wii）
  - 親友を殺されたトラヴィスが復讐の為に再び殺し屋ランキングに挑む。オープンワールド要素を廃し、ステージクリア型アクションゲームに一本化した。章によってはシノブとヘンリーも操作可能となっている。日本語吹き替えは初回限定版の特典DVDのみで、本編は一度もされていない。
- Travis Strikes Again: No More Heroes（2019年1月18日、Switch）
  - 『NMH2』から9年ぶりの新作にして外伝作品。ナンバリング作品と違って日本語タイトルが表記されていない。トラヴィスに加えてバッドガールの父・バッドマンを主人公とし、ゲームの世界を舞台に戦いを繰り広げる。従来と異なり、俯瞰視点でキャラを操作する見下ろし型のバトルアクションゲームとなっている。
- ノーモア★ヒーローズ3（2021年8月27日、Switch、PS5、PS4、XSX/S、Xbox One、PC）
  - シリーズ完結編。地球を襲撃した宇宙人の集団を相手に、地球を救うべくトラヴィスが戦いを挑む。『NMH2』とは対照的に一本道のアクションステージを廃してオープンワールドが復活し、その特色を活かしたゲームデザインとなっている。Switch版発売の約1年後にマルチプラットフォーム化され、同時に日本語吹き替えも行われた[3]。

### 移植・スピンオフ
- ノーモア★ヒーローズ 英雄たちの楽園（2010年4月15日、PS3、Xbox 360）
  - 『NMH』の追加要素ありのHD移植版。音声は日本語に吹き替えられている。360版は表現が北米版準拠。
- ノーモア★ヒーローズ レッドゾーンエディション（2011年7月21日、PS3）
  - 『英雄たちの楽園』をより高精細にし、北米版の表現に準拠した再移植版。PlayStation Moveに対応している。音声は英語に戻った。
- ノーモア★ヒーローズ ワールドランカー（2012年8月30日、Android、iOS）
  - ソーシャルゲーム。プレイヤーはUAA認定の殺し屋となり、他のプレイヤーの殺し屋と対戦しながらランキング上位を目指す。主人公は性別、外見、武器、防具をプレイヤーが設定する。現在はサービス終了。
- Travis Strikes Again: No More Heroes Complete Edition（2019年10月17日、PS4、PC）
  - 『TSA』にダウンロードコンテンツを全て収録した移植版。PS4版はパッケージ版も発売された。
- No More Heroes（2020年10月28日、Switch、 PC）
  - 『NMH』海外リマスター版のローカライズ。『英雄たちの楽園』『レッドゾーンエディション』の追加要素は未収録。
- No More Heroes 2: Desperate Struggle（2020年10月28日、Switch、 PC）
  - 『NMH2』海外リマスター版のローカライズ。

## 主要な登場人物
トラヴィス・タッチダウン
声 : ロビン・アトキン・ダウンズ（英語）、中井和哉（日本語）
シリーズの主人公。アニメ、映画、格闘技、猫、ラーメンを好むオタクにして、ライトセーバーに似た武器「ビーム・カタナ」を使う殺し屋。毎度のようにシルヴィアに言いくるめられ、ランキング戦のトップを目指す。
シルヴィア・クリステル
声 :  ポーラ・ティソ（英語）、井上麻里奈（日本語）
シリーズのヒロイン。米国殺し屋協会（UAA）エージェントを名乗る美女であり、毎回トラヴィスをランキング戦に誘い入れては翻弄し続ける魔性の女。
シノブ・ジェイコブス
声 : キンバリー・ブルックス（英語）、喜多村英梨（日本語）
日本刀を使う若き殺し屋。初登場時は女子高生。トラヴィスを父の仇と誤解していたが、彼に敗北して以来、師と敬うようになる。『NMH2』『TSA』ではプレイアブルキャラとなる。
ヘンリー・クールダウン
声 :  クイントン・フリン（『NMH』『NMH2』英語）、マーク・アラン・スチュアート（『NMH3』英語）、小西克幸（日本語）
トラヴィスの双子の兄にして最大のライバル。十字型のビームカタナを使う。トラヴィスとは対立しつつ、時には協力もする。『NMH2』ではプレイアブルキャラとなる。
バッドガール
声 : キャサリン・フィオーレ（英語）、三瓶由布子（日本語）
ロリータ・ファッションに身を包み、野球バットを得物とするクレイジーガール。『NMH』でトラヴィスに敗れて死亡するが『TSA』で復活し、トラヴィスの仲間となる。『TSA』ではプレイアブルキャラとして使用可能。
バッドマン
声 : スティーヴン・ブルーム（英語）、藤井隼（日本語）
バッドガールの父親。元ホームラン王で、娘同様に野球バットを使う殺し屋。バッドガール復活のために仇であるトラヴィスと共闘する。『TSA』の主人公の一人。
ジーン
声：クリス・ジマーマン・ソルター（『TSA』英語）、 アイク・アマディ（『NMH3』英語）、三木眞一郎（日本語）
トラヴィスの愛猫。雄。ただの猫だったはずだが、シリーズを追う毎に外見、内面ともに大きく変化していく。

## 関連作品
- killer7 - 殺し屋シリーズの原点
- KILLER IS DEAD - 本シリーズに続く殺し屋シリーズ第三弾